# Ilja Wladislawowitsch Kamyschew
Ilja Wladislawowitsch Kamyschew (russisch Илья Владиславович Камышев; * 13. Juli 1997 in Nowotroizk) ist ein russischer Fußballspieler.

## Karriere

### Verein
Kamyschew begann seine Karriere bei Tschertanowo Moskau. Zur Saison 2014/15 rückte er in den Kader der ersten Mannschaft von Tschertanowo auf. In seiner ersten Spielzeit kam er zu 13 Einsätzen in der drittklassigen Perwenstwo PFL. In der Saison 2015/16 absolvierte er 20 Drittligapartien. Zur Saison 2016/17 wechselte er zu Zenit St. Petersburg, wo er für die zweitklassige Zweitmannschaft spielen sollte. Sein Debüt in der Perwenstwo FNL gab er im Juli 2016 gegen Schinnik Jaroslawl. In seiner Debütsaison bei Zenit-2 kam er der Mittelfeldspieler zu 23 Zweitligaeinsätzen, in denen er ein Tor machte. In der Saison 2017/18 absolvierte er 27 Spiele in der Perwenstwo FNL, 2018/19 kam er 20 Mal zum Einsatz. Am Ende jener Saison stieg er allerdings mit Zenit-2 in die Perwenstwo PFL ab.
Daraufhin kehrte er zur Saison 2019/20 zum nunmehr zweitklassigen Tschertanowo Moskau zurück. In seiner ersten Saison nach der Rückkehr kam Kamyschew bis zum Saisonabbruch zu 26 Zweitligaeinsätzen. Nach weiteren neun Spielen zu Beginn der Saison 2020/21 wurde er im Oktober 2020 an den Erstligisten FK Chimki verliehen. Im Februar 2021 debütierte er gegen den FK Ufa in der Premjer-Liga. Während der Leihe kam er zu sieben Einsätzen, zur Saison 2021/22 wurde er anschließend fest verpflichtet. In der Saison 2021/22 absolvierte er 13 Partien. Nach weiteren acht Einsätzen bis zur Winterpause 2022/23 wurde sein Vertrag im Januar 2023 aufgelöst.

### Nationalmannschaft
Kamyschew spielte zwischen 2012 und 2014 für die russischen U-15-, U-16- und U-17-Teams.